# Товстий і тонкий (оповідання)
«Товстий і тонкий» (рос. Толстый и тонкий) — оповідання Антона Чехова, що вперше вийшло друком 1883 року. У 2010 році в місті Таганрозі відкрито скульптурну композицію «Товстий і тонкий», що зображає героїв однойменного оповідання. Скульптор — Давид Бєгалов.

## Сюжет
На вокзалі Миколаївської залізниці зустрілися два давні приятелі-однокласники: одного автор називає «товстий», а другого — «тонкий». Тонкий, Порфирій, щойно зійшов з поїзда у супроводі дружини Луїзи та сина Нафанаїла. Товстий, Миша, упізнав тонкого й радісно його привітав. Друзі заговорили.
Тонкий став згадувати, як вони разом вчилися в гімназії, став хвалитися дружиною і сином, розповідати, що служить колезьким асесором. Але варто йому було дізнатися, що шкільний товариш дослужився до таємного радника, як його ставлення до товстого різко змінилося. Він почав підлещуватися до друга. Це не сподобалося товстому, для якого статус друга не мав значення.
Тонкий не може подолати властиве йому чиношанування, а товстого від цього починає нудити.

## Історія публікації
Сюжет оповідання «Товстий і тонкий» у його початковій редакції ґрунтувався на анекдотичному казусі, а конфлікт між персонажами виник випадково, через необачність «тонкого».
Редакція 1886 року загалом текстуально близька до редакції 1883 року, але кілька внесених змін суттєво змінили зміст оповідання. Зник мотив службової підпорядкованості: «тонкий» тепер плазує перед «товстим» без жодної практичної потреби — «рефлексивно». Оповідання набуло набагато більшої сатиричної загостреності й узагальненості.
Вперше оповідання вийшло друком у гумористичному журналі «Осколки» 1 жовтня 1883 року.
2010 року в місті Таганрозі відбулося відкриття скульптурної композиції «Товстий і тонкий», що зображає героїв однойменного оповідання. Скульптор — Давид Бєгалов. 1955 року за оповіданням знято однойменний фільм. Крім того, 1977 року за мотивами цього та інших ранніх оповідань Чехова вийшов фільм «Смішні люди!».
2013 року пам'ятник героям оповідання встановили в Южно-Сахалінську, у сквері біля Сахалінського міжнародного театрального центру.

## Переклади українською
Оповідання «Товстий і тонкий» увійшло до першого тому тритомного зібрання перекладів Чехова українською мовою, що вийшло 1930 року у видавництві Книгоспілка. Перекладач — С. Вільховий.